# Reeuwijk-Dorp
Pour les articles homonymes, voir Dorp.
Reeuwijk-Dorp est un village de la commune néerlandaise de Bodegraven-Reeuwijk, dans la province de la Hollande-Méridionale. Le 1er janvier 2008, le village comptait 1 765 habitants.